# Histoire de la Colombie-Britannique

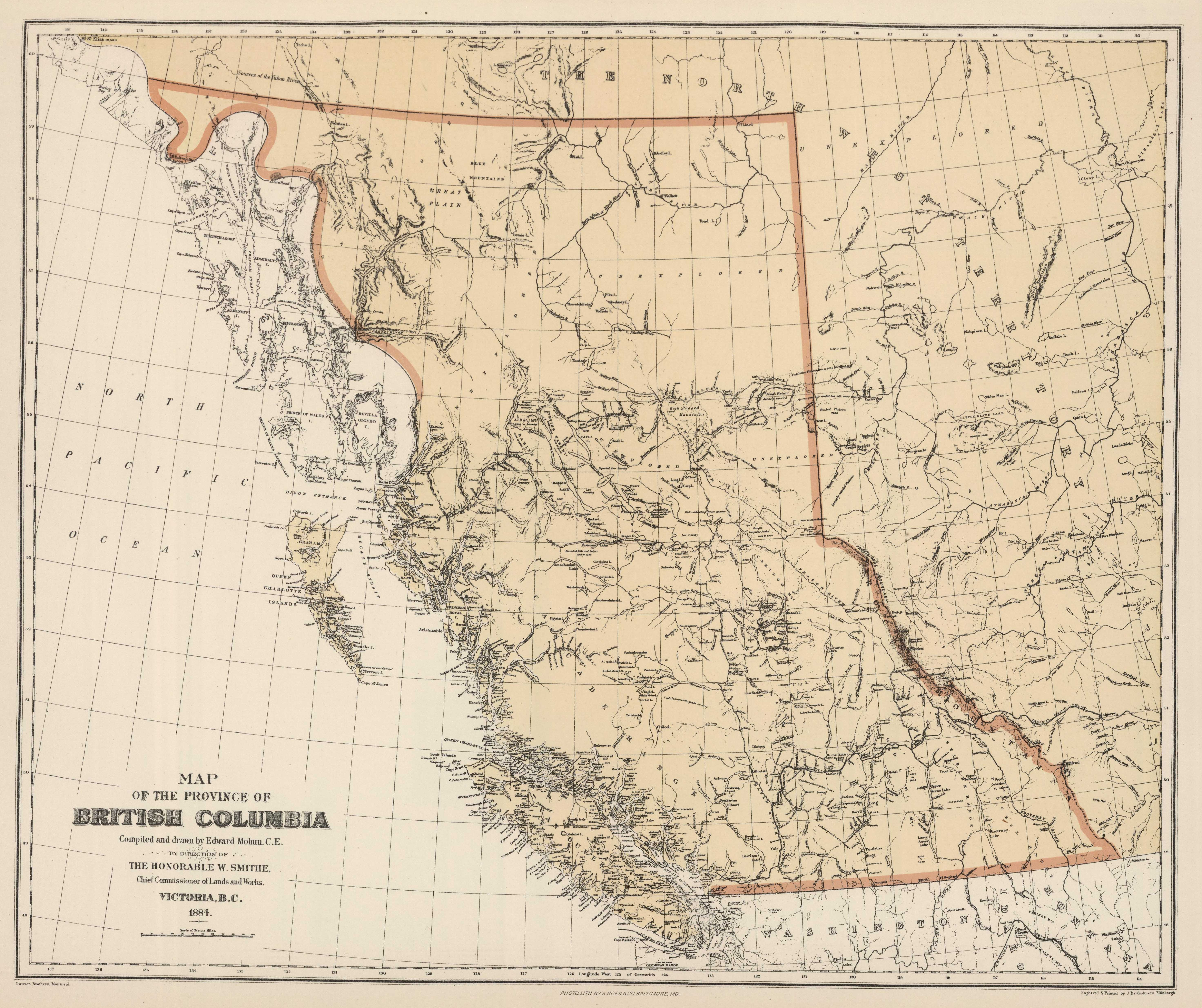
Carte de la Colombie-Britannique en 1884.

La Colombie-Britannique est la province la plus occidentale du Canada. Elle a joint la confédération canadienne le 20 juillet 1871.

## Avant la colonisation

### Les Autochtones de la côte du Nord-Ouest de l'Amérique et la région du fleuve Fraser
La Colombie-Britannique, avant l'arrivée des Européens, était le foyer de plusieurs tribus aborigènes qui parlent plus de 30 différentes langues. Les Amérindiens se divisaient en plusieurs regroupements linguistiques dont les Salish, les Kwakwaka'wakw (ou Kwakiutl), les Haïdas, les Kutenai, les Tsimshians et les Wakash. Tous ces peuples sont connus pour le potlatch et les totems.
Le Salish se divisèrent en deux groupes : Salish de l'intérieur, tels que le peuple Okanagan ou Secwepemc (Shuswap); et les Salish de la côte, qui étaient très nombreux avant l'introduction des maladies européennes grâce à l'abondance de nourriture. Parmi les Salish de la côte on retrouve le peuple Musqueam (dans la région de la ville de Vancouver), le peuple Squamish (de North Vancouver et de la ville moderne de Squamish), le Sto:lo sur la région Lower Mainland, et les Cowichan, Snuneymuxw (Nanaimo), Comox et Sencoten (Saanich), parmi autres, sur l'île de Vancouver. Dans la région du détroit de Johnstone vivait le peuple Kwakwaka'wakw. Sur la côte ouest de l'île de Vancouver vivaient les Nuu-chah-nulth, dont le chef Maquinna accueillit les navigateurs espagnols, britanniques et américains au XVIIIe siècle. Les Tsimshian et les Haïda dominaient les côtes du nord, se concentrant en villages de grandes maisons de cèdre, ornés de totems. Les Haïda étaient basés sur les îles de la Reine-Charlotte, connus aussi aujourd'hui par le nom « Haida Gwaii ». Les Haïda, comme les Tsimshian et ses voisins les Tlingit, se servaient de grands canots de mer pour voyager au continent et vers les îles de l'Alaska actuel et à l'île de Vancouver, où ils faisaient des raids pour emporter des individus Kwakiutl ou Salish comme esclaves. À l'intérieur les Amérindiens demeuraient dans des « quiggly-holes », des maisons demi-souterraines. Une échelle faite du tronc d'un arbre donnait accès à l'intérieur.

### Les explorations européennes
Les premières navigations européennes connues du côté Pacifique de ce qui est aujourd'hui la Colombie-Britannique furent des projets espagnols. Un explorateur grec, Juan de Fuca, au service des Espagnols, fit rapport aux Anglais d'avoir fait un voyage au nord du Mexique en 1592, pendant lequel il découvrit un détroit dans la côte pacifique entre les 47e et 48e parallèles. En 1774 Juan José Péres Hernandez vit l'île de Vancouver et les îles de la Reine-Charlotte. L'Espagne se considérait alors en possession de toute la côte pacifique au nord de l'Alaska Pourtant, l'empire russe était en train d'étendre ses explorations de la côte de l'Alaska. Les Espagnols et les Russes étaient suivis de près par le navigateur britannique James Cook en 1778, qui fit contact avec les Amérindiens à la baie Nootka. Un voyage français en 1786, sous la direction de Jean-François de Galaup, comte de La Pérouse, cherchait des territoires ouverts à la colonisation française et tentait de fixer l'existence de la grande « mer de l'Ouest » qui figurait sur les cartes françaises depuis plus d'un siècle. Après 1783 les empires européens furent joints dans le nord-ouest du continent américain par des navigateurs-commerçants de la Nouvelle-Angleterre. Pendant les années 1650 et 1790 du XVIIIe siècle les Espagnols, les Russes, les Britanniques et les Américains se faisaient concurrence pour la traite de la fourrure de loutre de mer, alors très prisée en Chine. À partir de 1789 un conflit entre la Grande-Bretagne et l'Espagne menaçait d'éclater en guerre ouverte. En 1792 George Vancouver et Juan Francisco de la Bodega y Quadra, des représentants de leurs pays respectifs, se rencontrèrent à la baie Nootka sur l'île de Vancouver pour discuter une résolution. L'Espagne se retira alors en Californie, laissant champ libre aux Britanniques et aux Américains. Ces derniers devenaient de plus en plus agressifs, surtout après le célèbre voyage d'exploration de Lewis et Clark qui ont atteint l'embouchure du fleuve Columbia en 1805.
Alexander Mackenzie, un Canadien né en Écosse, accompagné de six voyageurs canadiens-français, d'un autre Écossais et d'un guide amérindien, furent les premiers Européens à atteindre l'océan Pacifique en traversant l'Amérique du Nord au nord de Rio Grande. Il le fit en 1793 et il vit le Pacifique à partir du présent village de Bella Coola, inscrivant sur une roche les mots : « Alexander Mackenzie, from Canada, by Land » (Alexandre Mackenzie, du Canada, par Terre) ainsi que la date de son arrivée,.  D'autres explorateurs tels que Simon Fraser, qui suivit le fleuve Fraser jusqu'au détroit de Géorgie  (1806-1808), et David Thompson aidèrent à l'établissement des postes de traite de fourrure dans l'ouest du continent. Bien que Mackenzie et Fraser aient trouvé le Pacifique, ils trouvèrent les routes impossibles pour le commerce. C'est David Thompson qui a découvert le fleuve Columbia et qui l'a suivi jusqu'à son embouchure, atteignant le Pacifique en 1811. Par contre, il fut incapable de s'approprier le territoire puisque les explorateurs américains Lewis et Clark y étaient arrivés les premiers en 1805. Ils avaient planté un drapeau américain et étaient partis. John Jacob Astor avait fondé le village d'Astoria quelques mois avant que Thompson arrive.
Le jargon chinook, une combinaison de mots amérindiens, français et anglais se développa pour permettre le commerce entre les autochtones et les employés de la HBC.  Même aujourd'hui en Colombie-Britannique et dans l'État de Washington plusieurs mots de Chinook s'utilisent encore par les anglophones:  « skookum » (grand; merveilleux, correct), « high mucketymuck » (des personnes d'importance);  « chuck » (l'eau); « saltchuck » (la mer) et « tyee » (chef, monarque, leader).  La reine Victoria était connue aux Amérindiens par le titre « hyas klootchman tyee » (lit.: grande femme monarque)
Après cette période, la Colombie-Britannique, connue alors des Britanniques sous les noms de « Columbia District » et « New Caledonia District »  (le district de la Nouvelle-Calédonie en français) fut en grande partie dirigée par la Compagnie de la Baie d'Hudson. Fort Victoria (future capitale de la C.-B.) fut établie en 1843 comme étant un point stratégique de défense pour les affaires de la HBC (Hudson Bay Company). En 1844, le parti démocratique des États-Unis affirma que les États-Unis avaient un droit légitime de posséder ce qu'ils appelaient l'Oregon au complet, mais le président James Polk était préparé à couper la frontière au 49e parallèle. Quand les Britanniques refusèrent l'offre, n'étant pas prêts à abandonner les territoires entre l'embouchure du fleuve Columbia et le 49e parallèle, Polk mit fin aux négociations et les Américains continuèrent de prôner que le territoire leur appartenait. Ils lançaient des slogans comme "Fifty-four forty or fight" (54,40 ou la guerre). Mais la guerre entre les États-Unis et le Mexique prit beaucoup l'attention et les ressources des Américains qui en sont donc venus à se préparer à faire un compromis.
Les batailles pour la frontière de l'Oregon ont abouti en 1846 avec le traité d'Oregon. Celui-ci mentionnait que la frontière entre l'Amérique du Nord britannique et les États-Unis était au 49e parallèle à partir des montagnes rocheuses jusqu'à la mer.

## Les colonies de l'île de Vancouver, des îles de la Reine-Charlotte et de la Colombie-Britannique
Le gouvernement de Grande-Bretagne créa la colonie de la couronne de l'île de Vancouver  et en 1849, en 1851, Douglas fut nommé gouverneur.   En 1852, une rumeur d'une découverte d'or sur les îles de la Reine-Charlotte pousse Douglas à convaincre Londres de former une seconde colonie afin de contrôler les mineurs venant de la Californie pour empêcher les Américains de s'en emparer.  Pendant les années 1850 le nombre de colons britanniques sur l'île de Vancouver demeurait très modeste :  quelque 400 personnes à Victoria, des mineurs de charbon à Nanaimo et quelques colons.  Les gens de Victoria se plaignaient que le gouverneur Douglas mettait toujours les intérêts commerciaux de la Compagnie de la Baie d'Hudson, dont il était toujours l'employé, avant ceux de la colonie.  De sa part, pour hausser les revenus de la colonie, Douglas imposait des taxes sur la vente d'alcool, action peu populaire parmi les commerçants et les propriétaires de tavernes.  À part la population d'origine européenne (Anglais et Écossais, mais qui comptait un nombre important de Canadiens-français, employés de la CHB) il y avait des Kanakas, de Hawaïi ainsi, bien sur, une grande population d'Amérindiens Tsimshians, Nuu-chah-nulth et Kwakwaka'wakw.  En tant que gouverneur, Douglas s'efforçait de maintenir des relations cordiales avec les Amérindiens et conclut plusieurs traités pour accommoder les besoins des colons et de la Compagnie de la Baie d'Hudson.

## La ruée vers l'or
En 1858 Douglas se proclama gouverneur de la Colombie-Britannique lors de la ruée vers l'or dans le canyon Fraser.   Douglas, déjà gouverneur de l'île de Vancouver et des îles de la Reine-Charlotte, s'inquiétait que les mineurs et marchands américains, qui se précipitaient de la Californie vers les colonies britanniques, étaient assez nombreux pour saisir le contrôle de ces territoires pour les États-Unis. La ruée vers l'or changea profondément le caractère des colonies britanniques de la côte du Pacifique.  En premier, l'arrivée du premier vaisseau de San Francisco doublait immédiatement la population de Victoria, qui se transforma pendant l'été de 1857 d'un village de frontière aux prétentions britanniques à une ville de tentes avec une population mixte d'Américains, Allemands, Français, Italiens, Scandinaves, dont nombre avaient des histoires criminelles ou violentes.   Des colons noirs, voulant s'établir dans un pays autre que les États-Unis pour échapper à l'intolérance américaine de l'avant-guerre, arrivèrent à l'invitation du gouverneur, qui avait lui-même quelques ancêtres de descendance d'esclaves des colonies britanniques des Caraïbes.
Dans la Colombie-Britannique continentale, les Canadiens-français étaient les plus nombreux avant 1858 et l'arrivée des mineurs.   En 1858, des groupes d'hommes armés se groupèrent en milices informelles et tuèrent plusieurs Amérindiens Okanagans.  Une guerre entre les Blancs et les Amérindiens ayant déjà éclaté dans le territoire de Washington, au sud de la Colombie-Britannique, Douglas voulait éviter un conflit violent dans les territoires qu'il dirigeait. Face aux nouveaux arrivés, Douglas devait se comporter de façon décisive pour imposer la loi britannique dans la région. Les Britanniques envoyèrent alors les « Royal Engineers » (ingénieurs royaux) un régiment militaire qui avait aussi l'expérience dans les travaux publics.  Ayant établi la paix entre les Amérindiens et les mineurs américains, les Royal Engineers se mirent au développement de la ville de New Westminster qui fut établie comme première capitale de la Colombie-Britannique.  Les plus grandes découvertes d'or pendant la ruée vers l'or eurent lieu à Barkerville dans la région du Cariboo, à l'intérieur central de la colonie.

## Entrée dans le Canada
Les raisons de la décision des Britanno-Colombiens de se joindre au dominion du Canada en 1871 furent nombreuses. Il y avait la peur d'annexion aux États-Unis, la dette écrasante créée par la croissance rapide de la population et le besoin de services gouvernementaux pour les supporter, et la fin de la ruée vers l'or et la dépression légère qui l'avait accompagnée.
La Colombie-Britannique devint province du dominion du Canada le 20 juillet 1871, à la suite de la promesse du dominion de construire une ligne de chemin de fer reliant la côte pacifique aux provinces de l'est.

## Chemin de fer
Le Canadien Pacifique à travers les montagnes Rocheuses fut difficilement construit entre 1875-1885.  La construction tardive poussa l'Assemblée Législative à Victoria à voter une résolution unanime de pétitionner la reine Victoria pour la sécession de la province de la Confédération canadienne.  Enfin le gouvernement de Macdonald commença la construction.  Le chemin de fer, qui devait se terminer à Victoria, aboutit finalement à la baie Burrard, au petit village de Granville, renommé Vancouver.  La construction à travers les montagnes était dure et dangereuse.  Pour compléter le nombre d'ouvriers et réduire les coûts du projet le gouvernement du Dominion permit à la compagnie Canadien Pacifique de faire venir en Colombie-Britannique environ 15 000 ouvriers chinois.  Les gages des Chinois n'étaient que les deux-tiers des gages des ouvriers blancs et plusieurs périrent à cause des accidents.

## LeXXesiècle
Caractéristiques sociales et démographiques de Colombie-Britannique (1901-1911)
En 1901, la majorité de la population est d'origine canadienne (avec 56 %), et est composée de sujets britanniques (17 %), d'Amérindiens (16 %), d'Américains (9,6 %) et de Chinois (8 %). En raison des nombreuses possibilités économiques, des immigrants d'origine américaine et asiatique viennent s'installer en Colombie-Britannique. L'arrivée de ces immigrants crée une importante expansion de la population entre les années 1901 et 1911. Alors qu'en 1901, la population s'élèvait à 178 657, elle passe en 1911 à 392 480, soit une augmentation de 119,5 %. Cette augmentation touche non seulement la Colombie-Britannique, mais également les Prairies.
La majorité des Canadiens sont de descendance britannique et une minorité est française. Dans une moindre mesure, la population est d'origine allemande, russe, ou austro-Hongroise. Puisque les Canadiens britanniques font partie de la majorité de la population, la première langue est l'anglais. Il en va de même pour la religion qui est l'anglicanisme. Il existe plusieurs autres pratiques religieuses dans cette province comme les cultes amérindiens et les philosophies orientales. La diversité culturelle est l'une des raisons pour lesquelles diverses religions sont maintenant présentes dans le paysage culturel de la Colombie-Britannique. En raison de cette arrivée massive d'immigrants, la population de la Colombie-Britannique se concentre à Vancouver et à Victoria.